# امیلی برنستین
امیلی برنستین (انگلیسی: Emily Bernstein) استاد مدرسه پزشکی آیکان در ماونت ساینای است که بابت پژوهش‌هایش در زمینه تداخل آران‌ای، اپی‌ژنتیک و سرطان، به‌ویژه ملانوما شهرت دارد. وی پژوهش‌هایی بر روی تداخل آران‌ای، کروماتین، متیله‌شدن دی‌ان‌ای، نقش آنزیم دایسر در رشد سلولی در موش‌ها، هیستون‌ها، پدیدهٔ خاموشی ژن‌ها و نحوه رشد سلول‌های سرطانی انجام داده است. در سال ۲۰۲۲ وی و تیم پژوهشی‌اش تغییراتی در یک ژن را کشف کردند که می‌تواند منجر به ملانوما شود.
وی مدرک کارشناسی خود را از دانشگاه مک‌گیل در سال ۱۹۸۸ و مدرک پی‌اچ‌دی خود را از دانشگاه استونی بروک در سال ۲۰۰۳ دریافت کرد. او سپس دورهٔ پسادکترای خود را به عنوان پژوهشگر در دانشگاه راکفلر زیر نظر دیوید آلیس گذراند. وی در سال ۲۰۰۸ به مدرسه پزشکی آیکان در ماونت ساینای نقل مکان کرد و همان‌جا از سال ۲۰۲۲، استاد بخش سرطان‌شناسی و بیماری‌های پوست است. او در سال ۲۰۱۴ برندهٔ «جایزهٔ پژوهشگر جوان» از «بنیاد پرشینگ اسکوئر» شد.